# تصوير كامل الجسم
تصوير جسمي كلي أو تصوير كامل الجسم (بالإنجليزية: Whole body imaging)‏ هو الإظهار الداخلي للجسم بأكلمه عبر إجراءٍ واحد، وقد يُشير ذلك إلى نوعٍ من تقنيات الماسح الجسمي الكامل المُستخدم في الفحص الأمني كما هو الحال في المطارات:
- ماسح موجة الملليمتر
- أشعة سينية بالتشتت العكسي
- الكشف عن الفرق الحراري بالأشعة تحت الحمراء

قد يُشير هذا المُصطلح في التصوير التشخيصي الطبي إلى مسح كامل الجسم بالتصوير المقطعي المحوسب أو التصوير بالرنين المغناطيسي.